# Ardala
Ardala è un'area urbana della Svezia situata nel comune di Skara, contea di Västra Götaland.
La popolazione rilevata nel censimento 2010 era di 725 abitanti .